# Okruh a střed
Okruh a střed je čtvrtletník vydávaný Obcí křesťanů v České republice. Vycházel nejprve v letech 1998 a 1999 jako časopis Obce křesťanů, ale od roku 2000 se změnil v tematický sborník — každé číslo se zabývá určitým povětšinou duchovně laděným tématem, k němuž přináší různé pohledy.